# Воробьёв, Павел Федотович
Павел Федотович Воробьев (1908, станица Ивановская, теперь Краснодарского края, Российская Федерация — после 1985 года) — советский партийный и государственный деятель, председатель исполнительного комитета Ворошиловградского городского совета депутатов трудящихся Ворошиловградской области. Депутат Верховного Совета УССР 2-го созыва.

## Биография
Родился в семье рабочего. Трудовую деятельность начал в 1922 году, работая по найму у кустарей города Краснодара. С 1924 по 1928 год учился и работал во второй Краснодарской профессионально-технической школе. В 1928—1930 годах столяр модельщик Краснодарского машиностроительного завода имени Сталина. Работая на заводе, одновременно учился на вечернем отделении Кубанского индустриального техникума.
В 1930—1935 годах — студент Харьковского инженерно-экономического института, получил специальность инженера-экономиста.
Член ВКП(б) с 1931 года.
В 1935—1939 годах — старший инженер-экономист, начальник планово-производственного отдела, секретарь первичной партийной организации Ворошиловградского паровозостроительного завода имени Октябрьской революции.
В 1939 — сентябре 1942 года — заведующий промышленного отдела Ворошиловградского областного комитета КП(б)У.
Во время Великой Отечественной войны, с 1942 по 1943 год находился в распоряжении Украинского штаба партизанского движения.
В 1943 — августе 1946 года — заместитель секретаря Ворошиловградского областного комитета КП(б)У по легкой и местной промышленности; заместитель председателя исполнительного комитета Ворошиловградского областного совета депутатов трудящихся.
С 16 августа 1946 по январь 1948 (фактически по июль 1947) — председатель исполнительного комитета Ворошиловградского городского совета депутатов трудящихся.
Умер после 1985 года.

## Награды
- медаль «За победу над Германией в Великой Отечественной войне 1941—1945 годов»
- медаль «За доблестный труд в Великой Отечественной войне 1941—1945 годов»
- Орден Отечественной войны II степени (6.04.1985)